# 日拉爾杜夫縣

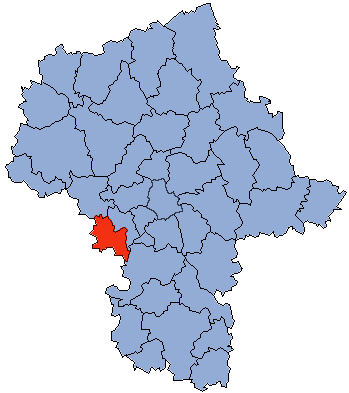

52°3′N 20°26′E / 52.050°N 20.433°E
日拉爾杜夫縣（波蘭語：Powiat żyrardowski），是波蘭的縣份，位於該國中東部，由馬佐夫舍省負責管轄，首府設於日拉爾杜夫，面積533平方公里，2006年人口74,662，人口密度每平方公里140人。